# Sarenput II.
Sarenput II. war ein Bürgermeister und Priestervorsteher in der südlichsten Stadt Ägyptens, in Elephantine. Er amtierte unter König (Pharao) Sesostris II. (ca. 1882 bis um 1872 v. Chr.), womöglich auch noch unter Sesostris III. (ca. 1872 bis um 1852 v. Chr.) und trug den zweiten Namen Nub-kau-Re-nacht (Nub-kau-Re ist stark). Nub-kau-Re (Nebu-kau-Re) ist der Thronname von Amenemhet II., unter dem Sarenput anscheinend geboren oder ins Amt gesetzt wurde. Er war der Sohn seines Amtsvorgängers Chema. Seine Mutter hieß Satethetep und ist in seinem Grab dargestellt.
Sarenput II. ist von zwei Denkmälergruppen bekannt. In der Qubbet el-Hawa hatte er ein großes Felsengrab und im Heiligtum des Heqaib auf Elephantine erbaute er einen kleinen Schrein.

## Felsengrab in der Qubbet el-Hawa

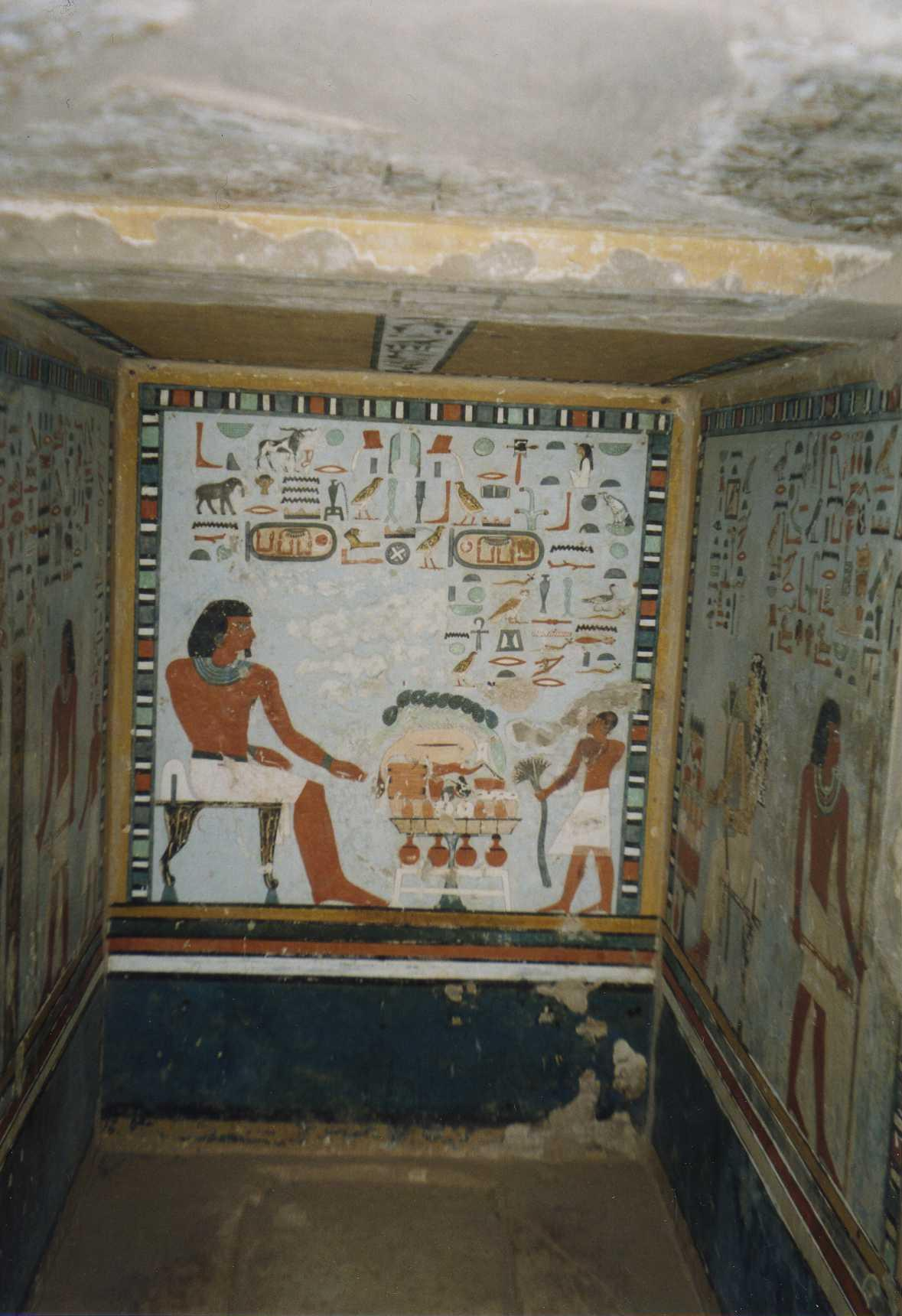
Sarenput II. (links) mit Sohn Anchu (rechts); Szene an der Rückwand der Nische.

Sein Felsengrab (Nr. 31) in der Nekropole von Qubbet el-Hawa bei Assuan gehört zu den am besten konserviertesten im Gräberberg. Die Anlage besteht zunächst aus einem in den Felsen geschlagenen externen Vorhof, an dem bereits die für die Optik der inneren Gewölbeausgestaltung bestimmenden horizontalen Buntsandsteinschichten deutlich werden. Die weitgehend symmetrische Nordwest-Südost-Ausrichtung des Grabes betont die schon vom Eingang aus sichtbare Darstellung Sarenput II.' in einer Nische am hinteren Ende des Grabes.
Von dem Vorhof gelangt man über einen kurzen Gang in eine von sechs Pfeilern gestützte undekorierte Halle. Nach einer neunstufige Rampe betritt man einen gewölbter Korridor, der an beiden Seiten von je drei lebensgroßen mumienförmigen Figuren flankiert wird. Die Figuren stellen Sarenput II. entweder schmucklos in weiß mit schwarzem Gesicht oder in Ornat mit der rötlichen Hautfarbe lebendiger Personen und mit den Titeln des Gouverneurs dar. Die Wände zwischen den Nischen sind mit Alltagsszenen des Verstorbenen verziert. An den Korridor schließt sich eine zweite kleinere Halle mit vier Säulen an, deren Seiten zum Mittelgang hin mit Texten über die Ämter und Priesterfunktionen sowie darunter einem Abbild Sarenput II.' versehen sind. An die kleine Säulenhalle schließt sich links und rechts jeweils eine undekorierte Nebenkammer an.
Am hinteren Ende der Halle führt eine Scheintür in eine nischenartige Kapelle, der augenscheinliche Höhepunkt des Grabes. An der Detailtiefe bei der Ausarbeitung und dem Farbenreichtum der Darstellungen und Hieroglyphentexte ist unschwer erkennbar, dass Sarenput II. den gestalterischen und zeremoniellen Fokus auf diesen Teil des Grabes gelegt hat. Die Bemalung ist gut erhalten und zeigt auf der Rückwand den Amtsträger auf einem Stuhl sitzend, während er die Hand nach einem gedeckten Opfertisch austreckt. Auf der anderen Seite des Tisches kniet sein Sohn Anchu und macht seinem Vater eine Lotusblüte als Zeichen der Fruchtbarkeit zum Geschenk. In den Texten über der Szene ließ Sarenput II. seinen Zweitnamen Nebkaurenacht unüblicherweise in der Kartuschenform ägyptischer Könige schreiben und unterstrich womöglich dadurch seinen Einfluss.

## Schrein im Heqaib-Heiligtum
Der Schrein im Heiligtum des Heqaib ist in das 4. Regierungsjahr von Sesostris II. datiert und enthielt eine Statue von Sarenput II. Er stiftete auch eine Statue mit einem Schrein für seinen Vater in das Heiligtum. Im Britischen Museum ist eine Stele ausgestellt, die unter Sesostris III. datiert und den Bürgermeister Nub-kau-Re-nacht, also wahrscheinlich Sarenput II., nennt. Sarenput II. ist der letzte Bürgermeister von Elephantine mit einem großen umfangreich dekorierten Felsengrab. Es ist unsicher, ob sein Sohn Anchu, der im Grab seines Vaters genannt wird, diesem als Bürgermeister im Amt folgte.